# Scandagupta
Scandagupta ou também Skandagupta em (Sânscrito: स्कन्दगुप्त) foi o oitavo imperador do Império Gupta, dinastia que se estendeu num período de tempo entre o ano de 240 e o ano 550. Governou entre 455 e 467. Foi antecedido no trono por Cumaragupta I e sucedido por Purugupta.